# Copris hispanus
Copris hispanus é uma espécie de insetos coleópteros polífagos pertencente à família Scarabaeidae.
A autoridade científica da espécie é Linnaeus, tendo sido descrita no ano de 1764.
Trata-se de uma espécie presente no território português.